# Хенинг Манкел
Хенинг Манкел (на шведски: Henning Mankell) е шведски писател, драматург, театрален режисьор и издател.
Известен е с поредицата си от криминални романи от 1990-те години с главен герой комисаря от Юстад Курт Валандер. Пише и детски книги.
През 1985 г. основава театър „Авенида“ в Мапуто, Мозамбик и оттогава живее и работи предимно там. Основател и собственик е и на „Leopard Förlag“ – издателство, насочено към талантливи автори от Швеция и Африка.
Женен е за Ева Бергман, дъщеря на писателя Ингмар Бергман.
През 2014 г. Манкел съобщава, че е болен от рак. За борбата си със заболяването и страха от смъртта той разказа в поредица от колонки за „Гардиън“, както и в последната си книга „Плаващи пясъци: Какво означава да бъдеш човек“.

## Произведения
според изданията на английски език

### Самостоятелни романи
- The Return of the Dancing Master (2003)
- Crusader's Cross (2005)
- Depths (2006)
- Chronicler of the Winds (2006)
- The Eye of the Leopard (2007)
- Kennedy's Brain (2007)
- The Cat Who Liked Rain (2008)
- Italian Shoes (2009)
- Shadow of the Leopard (2009)
- The Man from Beijing (2010)
Човекът от Пекин, изд.: ИК „Колибри“, София (2011), прев. Васа Ганчева
- Daniel (2010)
- The Shadow Girls (2012) – издаден и като „Tea-Bag“
- A Treacherous Paradise (2013)

### Серия „Курт Валандер“ (Kurt Wallander)
1. Faceless Killers (1991)
Безлики убийци, изд. „ЛИК“ (2000), прев. Кина Андреева
2. The Dogs of Riga (1992)
3. The White Lioness (1993)
4. The Man Who Smiled (2005)
5. Sidetracked (1995) – награда „Златен кинжал“
6. The Fifth Woman (1996)
Петата жена, изд.: „Унискорп“, София (2009), прев. Меглена Боденска
7. One Step Behind (1997)
8. Firewall (1998)
Защитна стена, изд.: ИК „Колибри“, София (2006), прев. Анюта Качева
9. The Pyramid (2008)
Пукнатината, изд. „Книгопис“ (2015), прев. Надежда Станимирова
10. The Troubled Man (2011)
11. An Event in Autumn (2014)

### Серия „София“ (Sofia)
1. Secrets in the Fire (2000)
2. Playing with Fire (2002)
3. The Fury in the Fire (2009)

### Серия „Юел Густафсон“ (Joel Gustafson)
1. A Bridge to the Stars (2005)
Кучето, запътило се към далечна звезда, изд. „Емас“ (2013), прев. Ева Кънева
2. Shadows in Twilight (2007)
Сенките растат със здрача : втората книга за Юел, изд. „Емас“ (2013), прев. Ева Кънева
3. When the Snow Fell (2007)
Момчето, което заспа под снега : третата книга за Юел, изд. „Емас“ (2014), прев. Ева Кънева
4. The Journey to the End of the World (2008)
Пътуване до края на света : четвъртата книга за Юел, изд. „Емас“ (2014), прев. Ева Кънева

### Документалистика
- I Die, But the Memory Lives on (2004)